# كريستيان بيجن
كريستيان بيجن هو ممثل كندي، ولد في 16 مارس 1963 في مونتريال في كندا.

## أعمال

### أفلام
- (2007) أيام الظلام

## وصلات خارجية
- كريستيان بيجن على موقع IMDb (الإنجليزية)
- كريستيان بيجن على موقع ألو سيني (الفرنسية)
- كريستيان بيجن على موقع قاعدة بيانات الفيلم (الإنجليزية)